# Ascalaphus siculus
Ascalaphus siculus är en insektsart som beskrevs av Jules Pièrre Rambur 1842. Ascalaphus siculus ingår i släktet Ascalaphus och familjen fjärilsländor. Inga underarter finns listade i Catalogue of Life.